# فلورنتینو پرز
فلورنتینو پرز رودریگز (زادهٔ ۸ مارس ۱۹۴۷ در مادرید)، بازرگان اسپانیایی، سیاستمدار سابق و رئیس فعلی باشگاه فوتبال رئال مادرید است. وی همچنین رئیس هیئت مدیره و مدیر عامل اجرایی شرکت ساختمانی گروپو آسی‌اس می‌باشد.
شهرت اصلی پرز به دلیل ریاست باشگاه فوتبال رئال مادرید در دو دورهٔ مجزا، از سال ۲۰۰۰ تا ۲۰۰۶ و از ۱ ژوئن ۲۰۰۹ تاکنون می‌باشد. در این دو دوره، پرز با صرف هزینه‌های بسیار بالا، بازیکنان تراز اول دنیای فوتبال مانند زین‌الدین زیدان، لوئیس فیگو، روبینیو، کریستیانو رونالدو، لوکا مودریچ، گرت بیل، رونالدو نازاریو، کاکا و دیوید بکام را به باشگاه مادریدی آورد و اقدام به ساختن تیمی کرد که باشگاه رئال مادرید را به عنوان کهکشانی‌ها ملقب کرد.

## ریاست رئال مادرید
تلاش اول فلورنتینو پرز برای در اختیار گرفتن ریاست رئال مادرید، در انتخابات ۱۹ فوریهٔ ۱۹۹۵ صورت گرفت. در آن دوره، باشگاه درگیر بحران مالی فراوانی بود که پرز با وعدهٔ حل آنها وارد رقابت شد، اما در پایان با ۷۰۰ رأی اختلاف، رقابت را به رامون مندوزا باخت.

### تیم اول
تلاش دوم پرز برای بر عهده گرفتن ریاست باشگاه در سال ۲۰۰۰، با موفقیت همراه بود. زمانی که پرز مجدداً با وعدهٔ حل مشکلات مالی باشگاه، پا به عرصهٔ رقابت گذاشته بود. وعدهٔ دیگر او در این دوره که نقش مهمی در انتخاب او به عنوان رئیس باشگاه مادریدی داشت، به خدمت گرفتن لوئیس فیگو، ستارهٔ رقیب دیرینهٔ رئال مادرید، بارسلونا بود. در انتخابات سال ۲۰۰۴ نیز پرز با ۹۴٫۲٪ آرا، مجدداً به عنوان رئیس باشگاه مادریدی، برگزیده شد.
در این دوره که دورهٔ اول ریاست او بر باشگاه محسوب می‌شد، رئال مادرید با به خدمت گرفتن ستارگان دنیای فوتبال، تیمی را تشکیل داد که به کهکشانی‌ها، مشهور شد. پرز بعد از عملی کردن وعدهٔ خود مبنی بر انتقال فیگو از بارسلونا به رئال مادرید در سال ۲۰۰۰، زین‌الدین زیدان، ستارهٔ فرانسوی یوونتوس را در سال ۲۰۰۱ و با مبلغ ۷۳٫۵ میلیون یورو به رئال مادرید آورد. این انتقال، رکورد گرانقیمت‌ترین بازیکن فوتبال دنیا را به زیدان اختصاص داد. به دنبال او، باشگاه در سال ۲۰۰۲ با رونالدو ستاره برزیلی، ۲۰۰۳ با دیوید بکهام ستاره انگلیسی، ۲۰۰۴ با مایکل اوون ستاره انگلیسی و ۲۰۰۵ با روبینیو ستاره برزیلی، قرارداد امضاء کرد.
باشگاه در دوران پرز، موفق به کسب دو عنوان قهرمانی در لالیگا و یک عنوان قهرمانی در لیگ قهرمانان اروپا شد. پرز همچنین موفق به پرداخت تمام بدهی‌های باشگاه نیز شد. با این حال، دوران ریاست پرز بر باشگاه در این شش سال، به نسبت هزینه‌ای که صرف ساختن تیم شد، موفق ارزیابی نمی‌شود.
در ۲۷ فوریهٔ ۲۰۰۶ پرز با اعلام این‌که باشگاه مادریدی به مدیری جدید نیاز دارد، از سمت خود کناره‌گیری کرد. جانشین او، رامون کالدرون بود.

### تیم دوم
در ۱۴ مه ۲۰۰۹، پرز در کنفرانسی مطبوعاتی که در هتل ریتز مادرید برگزار شد، رسماً نامزدی خود برای عنوان ریاست باشگاه رئال مادرید اعلام کرد. در ژوئن ۲۰۰۹، پرز به دلیل اینکه تنها نامزدی محسوب می‌شد که قادر به پرداخت ۵۷٬۳۸۹٬۰۰۰ یوروی مورد نیاز برای بر عهده گرفتن ریاست باشگاه بود، به عنوان رئیس باشگاه رئال مادرید، معرفی شد.
پرز، خط‌مشی «کهکشانی» خود را همچنان حفظ کرد. او در ۸ ژوئن ۲۰۰۹، کاکا، ستارهٔ برزیلی آث میلان را با رقم ۶۰ میلیون پوند به رئال آورد. در ۱۱ ژوئن، منچستر یونایتد با پیشنهاد ۸۰ میلیون پوندی رئال، مبنی بر به خدمت گرفتن کریستیانو رونالدو، موافقت کرد و بدین ترتیب، باشگاه مادریدی، بار دیگر رکورد گرانقیمت‌ترین بازیکن فوتبال دنیا را شکست. در ۲۵ ژوئن، پرز، رائول آلبیول، و استبان گرانرو، هافبک‌های مرکزی باشگاه والنسیا و ختافه را با رقم ۲۰ میلیون یورو و ازکیل گارای، مدافع مرکزی راسینگ سانتاندر را به خدمت گرفت. در ۱ ژوئیه، پرز با کریم بنزما، مهاجم فرانسوی المپیک لیون، قراردادی به ارزش ۳۰ میلیون یورو به امضاء رساند که بر اساس عملکرد این بازیکن، قابلیت افزایش تا رقم ۳۵ میلیون یورو را نیز داشت.
در ۵ اوت، باشگاه، امضای قرارداد ۳۰ میلیون پوندی با ژابی آلونسو، بازیکن اسپانیایی لیورپول را تأیید کرد. او در کنار آلوارو آربلوا که در ژوئیه با قراردادی به ارزش ۳٫۵ میلیون پوند به رئال پیوسته بود، دومین بازیکن لیورپول محسوب می‌شد که در آن سال، پرز به خدمت گرفته بود.
در ۳۱ مه ۲۰۱۰، پرز، ژوزه مورینیو را به عنوان سرمربی جدید رئال مادرید، با قرارداد ۶/۸ میلیون دلاری معرفی کرد. در طی این سال، پرز چهره‌های جدیدی را به تیم رئال مادرید آورد. مسعود اوزیل و آنخل دی ماریا که هر دو از ستاره‌های جام جهانی ۲۰۱۰ در آفریقای جنوبی بودند، توسط پرز، خریداری شدند.در سال ۲۰۱۲، دو ستاره تاتنهام، یعنی لوکا مودریچ و گرت بیل به رئال مادرید لینک شدند. پرز در همین سال، لوکا مودریچ و در سال ۲۰۱۳، گرت بیل را به رئال مادرید آورد. به گزارش دیلی میل، خرید ۸۶ میلیون پوندی گرت بیل رکورد جدید جهانی گرانقیمت‌ترین بازیکن در تاریخ نقل و انتقالات را درهم شکست. پرز در ادامه همین پنجره نقل و انتقالات، ایسکو، استعداد جوان مالاگا را به خدمت گرفت. در سال ۲۰۱۴، پرز، خامس رودریگز، هافبک هجومی کلمبیایی، تونی کروس، ستاره خط هافبک ژرمن‌ها و کیلور ناواس، دروازه‌بان و پدیده کاستاریکایی را که هر سه بازیکن، از ستاره‌های جام جهانی ۲۰۱۴ بودند، در مجموع با مبلغ ۹۵ میلیون پوند، به رئال مادرید آورد.
پرز از سال ۲۰۱۵ و با توجه و تمرکز بر روی تیم‌های پایه و بازیکنان جوان، بر روی بازیکنانی مانند مارکو آسنسیو، مارتین اودگارد، وینیسیوس جونیور، رودریگو گوئس و فدریکو والورده سرمایه‌گذاری کرد.
در اواسط آوریل ۲۰۲۱، پرز اعلام کرد که قصد دارد با ایجاد لیگ جدید فوتبال، به نام سوپر لیگ اروپا، انقلابی در دنیای فوتبال ایجاد کند. وی در این رابطه گفت:
«ما با سوپر لیگ اروپا، فوتبال را به سطح دیگری می‌رسانیم. تغییراتی لازم بود. ما به فوتبال در هر سطح کمک خواهیم کرد و آن را به جایگاه واقعی خود در جهان خواهیم رساند. فوتبال تنها ورزش جهانی در جهان است که بیش از چهار میلیارد هوادار دارد و مسئولیت ما به عنوان باشگاه‌های بزرگ، پاسخگویی به خواسته‌های آنهاست.»

## زندگی شخصی
پرز در سال ۱۹۷۰ با ماریا آنجلس «پیتینا» سندووال مونترو ازدواج کرد. همسرش در ۲۳ می ۲۰۱۲ در سن ۶۲ سالگی بر اثر حمله قلبی درگذشت.
در طول دنیاگیری کووید-۱۹ در اسپانیا، آزمایش پرز در ۲ فوریه ۲۰۲۱ مثبت شد اما هیچ‌گونه علائمی از خود بروز نداد.